# Джеймі Кемпбелл Бовер
Дже́ймі Ке́мпбелл Бо́вер (англ. Jamie Campbell Bower) (*22 листопада 1988) — англійський актор, відомий глядачеві завдяки ролям у кінофільмах «Сутінки: Молодий місяць», «Свіні Тодд: демон-перукар із Фліт-стріт» та «Гаррі Поттер і смертельні реліквії».

## Фільмографія

### Фільми
| Рік  |    | Українська назва                              | Оригінальна назва                                     | Роль                                 |
| ---- | -- | --------------------------------------------- | ----------------------------------------------------- | ------------------------------------ |
| 2007 | ф  | Свіні Тодд: демон-перукар із Фліт-стріт       | Sweeney Todd: The Demon Barber of Fleet Street        | Ентоні Гоуп                          |
| 2008 | ф  | Рок-н-рольник                                 | RocknRolla                                            | рокер                                |
| 2008 | ф  | Зима у воєнний час                            | Winter in Wartime                                     | Джек                                 |
| 2009 | ф  | Сутінки. Сага: Молодий місяць                 | The Twilight Saga: New Moon                           | Кай                                  |
| 2010 | ф  | Гаррі Поттер і Смертельні реліквії: Частина 1 | Harry Potter and the Deathly Hallows – Part 1         | Ґелерт Ґріндельвальд                 |
| 2010 | ф  | Лондонський бульвар                           | London Boulevard                                      | Whiteboy                             |
| 2011 | ф  | Анонімус                                      | Anonymous                                             | юний Едвард                          |
| 2011 | ф  | Сутінки Сага: Світанок — Частина 1            | The Twilight Saga: Breaking Dawn – Part 1             | Кай                                  |
| 2012 | ф  | Сутінки Сага: Світанок — Частина 2            | The Twilight Saga: Breaking Dawn – Part 2             | Кай                                  |
| 2013 | ф  | Знаряддя смерті: Місто кісток                 | The Mortal Instruments: City of Bones                 | Джейс Вейланд / Джонатан Моргенштерн |
| 2015 | мф |                                               | Thomas & Friends: Sodor's Legend of the Lost Treasure | Скіфф (голос)                        |
| 2018 | ф  | Фантастичні звірі: Злочини Ґріндельвальда     | Fantastic Beasts: The Crimes of Grindelwald           | Ґелерт Ґріндельвальд                 |
| 2024 | ф  | Горизонт: Американська сага                   | Horizon: An American Saga                             | Кейлеб Сайкс                         |
| 2024 | ф  | Колдовская доска                              | Witchboard                                            | Александр Бабтіст                    |

### Телебачення
| Рік       |    | Українська назва | Оригінальна назва | Роль                                                         |
| --------- | -- | ---------------- | ----------------- | ------------------------------------------------------------ |
| 2009      | с  |                  | The Prisoner      | 11–12 (6 епізодів)                                           |
| 2011      | с  | Камелот          | Camelot           | Король Артур (10 епізодів)                                   |
| 2016—2020 | мс | Томас і друзі    | Thomas & Friends  | Скіфф (6 епізодів)                                           |
| 2017      | с  | Вілл             | Will              | Крістофер Марлоу (10 епізодів)                               |
| 2019      | с  |                  | Urban Myths       | Мік Джаггер (Епізод: "Mick Jagger and Princess Margaret")    |
| 2022      | с  | Дивні дива       | Stranger Things   | Пітер Баллард / Генрі Кріл / Векна / Номер Один (9 епізодів) |

## Джерело
- Джеймі Кемпбелл Бовер на Internet Movie Database [Архівовано 22 серпня 2022 у Wayback Machine.]